# عائلة رولو
عائلة رولو هي عائلة يهودية سفاردية جاءت إلى مصر خلال النصف الأول من القرن التاسع عشر واحتفظت بالجنسية البريطانية.وقد امتلك روبين رولو مؤسـسة تجارية تخصَّـصت أسـاساً في استيراد النيلة (صبغة). وفي عام 1870، أسس ولداه جياكومو (يعقوب) (1847 ـ 1917) وسيمون، مع بعض الشركاء، مؤسسة مالية وتجارية باسم «روبين رولو وأولاده وشركاهم». وتعاونت عائلة رولو من خلال هذه المؤسسة مع عائلتي قطاوي وسوارس في العديد من المشاريع التي أقاموها بالتعاون مع المالي البريطاني سير إرنست كاسل ـ خصوصاً مشاريع الدائرة السنية وإقامة سكك حديد حلوان وتأسيس البنك العقاري المصري والبنك الأهلي المصري. وخلال الأزمة الاقتصادية التي حدثت عام 1907، صفَّى جياكومو المؤسسة ثم أقام مع أبنائه الثلاثة مؤسسة رولو وشركاه والتي جمعت بين الأنشطة المصرفية والمالية وتجارة الجملة في القطن والسكر والأرز والفحم والبن، كما امتلكت حصصاً كبيرة في بعض الشركات العقارية الكبرى (مثل: شركة وادي كوم أمبو وشركة أراضي الشيخ فضل) وشركة مصانع السكر. وعند وفاته، ترك جياكومو رولو ثروة من العقارات تُقدَّر بنحو 70 ألف جنيه. أما ابنه الأكبر روبير جياكومو رولو (1876 ـ ؟ )، فقد درس في بريطانيا، وانتُخب رئيساً للطائفة اليهودية في الإسكندرية في الفترة 1934 ـ 1948. وكان روبير جياكومو مناهضاً للصهيونية، واستقال من رئاسة الطائفة عام 1948 قبل اندلاع حرب فلسطين مباشرة بسبب خلافه مع حاخام الإسكندرية المؤيد للصهيونية.
أما روبير رولو (1869 ـ؟ )، فحقق مكانة مهمة في الحياة الاقتصادية والاجتماعية في مصر، ودرس القانون في باريس ثم تولَّى رئاسة عدد من مجالس إدارة الشركات التي ساعد أباه في تأسيسها. وكان مستشاراً قانونياً للملك فؤاد الأول ومقرباً له فقام بدور الوسيط بين القصر ودار المندوب السامي البريطاني، وعملت زوجته وصيفة للملكة نازلي. وحصل هو على لقب «سير» عام 1938. وكان روبير جياكومو من كبار أعضاء الجماعة اليهودية في مصر، ولكنه لم يشارك في شئونها.

## أنظر أيضًا
- عائلة قطاوي .
- عائلة منسى .
- روفائيل سوارس .
- عائلة سوارس .